# Friedrich Löffler
Pour les articles homonymes, voir Löffler.
Friedrich August Johannes Loeffler (né le 24 juin 1852 à Francfort-sur-l'Oder, décédé le 9 avril 1915 à Berlin) est un médecin prussien, hygiéniste et bactériologiste. Il est connu pour ses travaux sur la diphtérie, sur des agents pathogènes en médecine vétérinaire, tout en étant aussi un précurseur de la virologie.

## Biographie
Après avoir étudié la médecine à l’université de Wurtzbourg et au Friedrich-Wilhelm-Institut de Berlin où il rejoint le Pépinière-Corps (de) Suevo-Borussia, il devient le collaborateur de Robert Koch à l'Office impérial de santé (Kaiserliches Gesundheitsamt).
En 1888, Loeffler devient professeur d’hygiène et d’histoire de la médecine à l’université de Greifswald, puis à Berlin.
En 1897, il est chargé de mission par le gouvernement allemand sur la fièvre aphteuse qui entraîne des pertes économiques considérables dans l'élevage.
Le 19 juillet, il reçoit la boucle de Corps Guestfalia Greifswald.
Sur l'île de Riems, il fonde en 1910 le premier institut de recherche virologique scientifique, mais le quitte quand il est appelé en 1913 à la direction du Robert Koch-Institut. L'institut sur l’île de Riems est rebaptisé en 1952 Friedrich-Loeffler-Institut.
Löffler décède en 1915 à Berlin à l'âge de 62 ans. Il est enterré dans l'ancien cimetière de Greifswald (de). L'un de ses fils est l'orthopédiste Friedrich Loeffler (de).

## Travaux
Les conditions essentielles permettant de démontrer qu'un microorganisme X est la cause d'une maladie Y sont connues sous le nom de postulats de Koch. Cependant, c'est son collaborateur Loeffler qui énonça clairement, dès 1883, trois conditions nécessaires à propos de la diphtérie :
1. L'agent doit être constamment présent dans ses aspects caractéristiques dans les tissus malades.
2. L'agent apparemment responsable doit être isolé et pousser en milieu de culture pure.
3. L'agent de la culture pure doit provoquer expérimentalement la maladie.

### Diphtérie
Il est le premier à avoir isolé et cultivé, en 1884, le bacille de la diphtérie découvert par Theodor Klebs en 1883. Ayant constaté que, chez les animaux morts à la suite d'une inoculation de ce bacille, les microbes restaient proches du point d'inoculation, il conclut que le bacille « doit sécréter un poison, une toxine, qui, elle, ne reste pas in loco, mais envahit tous les organes vitaux du corps ». Cette toxine pressentie par Loeffler fut isolée par Roux et Yersin en 1888.
Toutefois, Loeffler constate aussi que la bactérie n'est pas toujours cultivable à partir d'un cas clinique typique, et qu'on peut la trouver dans la gorge de sujets sains. Ce dernier point l'amène à décrire en 1887 des souches non virulentes de bacilles diphtériques,. De 1890 à 1893, Koch développera et présentera le concept de « porteur sain ».

### Autres agents bactériens
Il découvre les agents de la morve du cheval (1882), et du rouget du porc (1885).

### Hypothèses virales
En collaboration avec Paul Frosch, Loeffler montre en 1898 que toutes les bactéries précédemment isolées comme agent causal de la fièvre aphteuse ne sont en fait que des agents contaminants accidentels. Les véritables agents de cette maladie sont si petits qu'ils passent à travers les filtres bactériens. Contenus dans le produit de filtration, ils sont capables, après dilutions répétées, de se multiplier en reproduisant la maladie. Les dilutions répétées ayant permis d'éliminer l'hypothèse d'une toxine.
La même année, par des moyens similaires, Beijerinck découvre l'agent responsable de la mosaïque du tabac, plus petit que les bactéries. Ces deux résultats marquent le début d'une nouvelle discipline, la virologie,.
En outre, dès 1898, Loeffler et Frosch envisagent l'hypothèse que les agents de maladies infectieuses que l'on cherche en vain, comme la variole, la vaccine, la rougeole, la peste porcine, etc. pourraient appartenir au même groupe d'organismes minuscules.

## Éponymies
- Bacille de Loeffler ou de Klebs-Loeffler : Corynebacterium diphteriae (agent de la diphtérie)[13].
- Bacille de Schuetz-Loeffler : Malleomyces mallei devenu Burkholderia mallei (agent de la morve)[13].
- Bleu de Loeffler : colorant utilisé en bactériologie, composé de 3 parties de solution alcoolique concentrée de bleu de méthylène et de 10 parties d'une solution aqueuse fraîche de potasse à 1/10 000[14].
- Coloration de Loeffler : coloration des cils bactériens utilisant la fuschine[15].
- Milieu Loeffler : un milieu de culture solide (3 parties de sérum liquide et 1 partie de bouillon nutritif glucosé à 1 %) pour le diagnostic rapide du bacille diphtérique[16].
- Mordant de Loeffler : colorant histologique constitué par un mélange de 100 ml de solution d'acide tannique à 20%, 50 ml de solution saturée de sulfate ferreux et 20 ml de solution alcoolique saturée de fuschine basique[17].